# Bellamy Storer (Politiker, 1796)

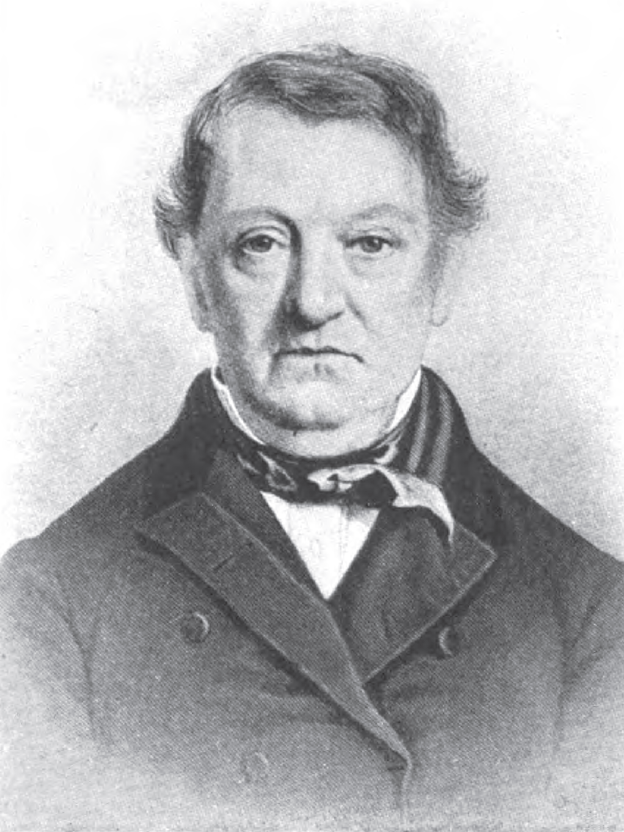
Porträt von Bellamy Storer

Bellamy Storer (* 26. März 1796 in Portland, Maine; † 1. Juni 1875 in Cincinnati, Ohio) war ein US-amerikanischer Politiker der United States Whig Party. Von 1835 bis 1837 war er Mitglied des Repräsentantenhauses der Vereinigten Staaten für den 1. Kongressdistrikt des Bundesstaates Ohio.

## Biografie
Bellamy Storer wurde in Portland geboren. Dort besuchte er Privatschulen. 1809 schloss er am Bowdoin College ab. Er zog nach Boston, wo er Jura studierte. 1817 wurde er als Rechtsanwalt zugelassen. Im selben Jahr zog er nach Cincinnati, um dort eine Rechtsanwaltskanzlei zu eröffnen. 
1835 wurde er als Vertreter des 1. Kongressdistrikts ins US-Repräsentantenhaus gewählt. Er absolvierte eine Amtszeit und schied dann aus dem Kongress aus. Er praktizierte bis 1854 wieder als Anwalt. Er wurde als Richter an den Höheren Gerichtshof von Cincinnati berufen. Dort diente er bis 1872. 1855 übernahm er zudem eine Professur an der University of Cincinnati. Diese Professur hatte er bis 1874 inne.
Storer starb 1875 in Cincinnati und wurde auf dem Spring Grove Cemetery beigesetzt. Sein gleichnamiger Sohn saß ebenfalls für den 1. Kongressdistrikt im Repräsentantenhaus.